# Spitzenfeder
Die Spitzenfeder ist ein Buchpreis, der von 2016 bis 2021 von der Firma Media Control aufgrund der von ihr ermittelten Verkaufszahlen für das im jeweilige Zeitraum meistverkaufte Buch Deutschlands verliehen wurde. Bis April 2018 einschließlich wurde die Spitzenfeder monatlich vergeben, anschließend einmal im Quartal. 

## Preisträger
2016
- September: J. K. Rowling: Harry Potter und das verwunschene Kind
- Oktober: Eckart von Hirschhausen: Wunder wirken Wunder : Wie Medizin und Magie uns heilen
- November: Horst Lichter: Keine Zeit für Arschlöcher!
- Dezember: Rita Falk: Knödel-Blues : Oma Eberhofers bayerisches Provinz-Kochbuch

2017
- Januar: Sophia Thiel: Einfach schlank und fit : mit 120 Rezepten zur Traumfigur
- Februar: Cameron Bloom: Penguin Bloom : Der kleine Vogel, der unsere Familie rettete
- März: Markus Heitz: Des Teufels Gebetbuch
- I. Quartal: Jojo Moyes: Im Schatten das Licht
- April: Andreas Michalsen: Heilen mit der Kraft der Natur
- Mai: Maja Lunde: Die Geschichte der Bienen
- Juni: Eric Stehfest, Michael J. Stephan: 9 Tage wach
- Juli: Viktoria Sarina: Spring in eine Pfütze! : bunte Ideen für jeden Tag
- August: Ursula Poznanski: Aquila
- September: Peter Wohlleben: Das geheime Netzwerk der Natur : Wie Bäume Wolken machen und Regenwürmer Wildschweine steuern
- Oktober: Jean-Yves Ferri, Didier Conrad: Asterix 37: Asterix in Italien
- November: Jeff Kinney: Gregs Tagebuch 12 - Und tschüss!
- Dezember: ConCrafter: Hallo, mein Name ist Luca

2018
- Januar: Matthias Riedl, Anne Fleck, Jörn Klasen: Die Ernährungs-Docs – Starke Gelenke : Die besten Ernährungsstrategien bei Rheuma, Arthrose, Gicht & Co.
- Februar: Michael Wolff: Feuer und Zorn: Im Weißen Haus von Donald Trump
- März: Petra Bracht: Intervallfasten
- April: Hans-Wilhelm Müller-Wohlfahrt: Mit den Händen sehen : Mein Leben und meine Medizin
- II. Quartal: Jan Becker: Entspannt schaffst du alles!
- III. Quartal: Hape Kerkeling: Frisch hapeziert / Intervallfasten
- IV. Quartal: Michelle Obama: Becoming

2019
- I. Quartal: Senna Gammour: Liebeskummer ist ein Arschloch[1]
- II. Quartal: Sebastian Fitzek: Fische, die auf Bäume klettern
- Buch-Sommerhit 2019: Pamela Reif: You Deserve This[2]
- III. Quartal: Thomas Gottschalk: Herbstbunt: Wer nur alt wird, aber nicht klüger, ist schön blöd
- Jahressieger 2019: John Strelecky: Das Café am Rande der Welt

2020
- Halbjahressieger 2020: Klaus-Peter Wolf: Ostfriesenhölle

2021
- I. Quartal: Dirk Roßmann: Der neunte Arm des Oktopus
- II. Quartal: Zeitreise
- Buch-Sommerhit 2021: Hape Kerkeling: Pfoten vom Tisch!: Meine Katzen, andere Katzen und ich
- 1. Halbjahr 2021: Juli Zeh: Über Menschen